# A City by the Light Divided
A City by the Light Divided es el cuarto álbum de estudio de la banda de post-hardcore Thursday. publicado por Island Records el 2 de mayo de 2006. Se alcanzó el # 20 en el Billboard 200.

## Lista de canciones
Todas las letras escritas por Geoff Rickly, toda la música compuesta por Thursday. 
| N.º | Título                                                    | Duración |  |
| 1.  | «The Other Side of the Crash/Over and Out (Of Control)»   | 4:41     |  |
| 2.  | «Counting 5-4-3-2-1»                                      | 3:19     |  |
| 3.  | «Sugar in the Sacrament»                                  | 5:12     |  |
| 4.  | «At This Velocity»                                        | 2:58     |  |
| 5.  | «We Will Overcome»                                        | 3:39     |  |
| 6.  | «Arc-Lamps, Signal Flares, a Shower of White (The Light)» | 2:32     |  |
| 7.  | «Running from the Rain»                                   | 4:00     |  |
| 8.  | «Telegraph Avenue Kiss»                                   | 3:35     |  |
| 9.  | «The Lovesong Writer»                                     | 5:18     |  |
| 10. | «Into the Blinding Light»                                 | 3:48     |  |
| 11. | «Autumn Leaves Revisited»                                 | 6:56     |  |

| (Japanese, UK, iTunes bonus track) |                                      |          |  |
| N.º                                | Título                               | Duración |  |
| 12.                                | «Even the Sand Is Made of Seashells» | 4:10     |  |

| (Japanese bonus track) |                                                |          |  |
| N.º                    | Título                                         | Duración |  |
| 13.                    | «Running from the Rain [Dave Fridmann Remix]"» |          |  |

| Pre-order bonus vinyl |                                                         |          |  |
| N.º                   | Título                                                  | Duración |  |
| 1.                    | «The Other Side of the Crash/Over and Out (Of Control)» | 4:41     |  |
| 2.                    | «Even the Sand Is Made of Seashells»                    | 4:10     |  |

## Créditos
- Geoff Rickly - voces
- Tom Keeley - guitarra, voces
- Steve Pedulla - guitarra, voces
- Tim Payne  - bajo
- Tucker Rule - batería

Músicos adicionales;
- *Andrew Everding - teclados, sintetizadores
- *Amanda Tannen - voces adicionales en  We Will Overcome
- Mary Fridmann – voces adicionales en  We Will Overcome

## Posicionamiento
Álbum
| Listas (2006)    | Posición |
| ---------------- | -------- |
| UK Albums Chart  | 112      |
| US Billboard 200 | 20       |